# Гайсвиллер
Гайсвиллер (фр. Geiswiller) — коммуна на северо-востоке Франции в регионе Гранд-Эст (бывший Эльзас — Шампань — Арденны — Лотарингия), департамент Нижний Рейн, округ Саверн, кантон Буксвиллер. До марта 2015 года коммуна административно входила в состав упразднённого кантона Ошфельден (округ Страсбур-Кампань).
Площадь коммуны — 3,2 км², население — 210 человек (2006) с тенденцией к стабилизации: 203 человека (2013), плотность населения — 63,4 чел/км².

## Население
Население коммуны в 2011 году составляло 199 человек, в 2012 году — 195 человек, а в 2013-м — 203 человека.
| 1962 | 1968 | 1975 | 1982 | 1990 | 1999 | 2006 | 2008 | 2011 | 2012 | 2013 |
| ---- | ---- | ---- | ---- | ---- | ---- | ---- | ---- | ---- | ---- | ---- |
| 194  | 187  | 161  | 168  | 166  | 190  | 210  | 204  | 199  | 195  | 203  |

Динамика населения:

## Экономика
В 2010 году из 131 человек трудоспособного возраста (от 15 до 64 лет) 103 были экономически активными, 28 — неактивными (показатель активности 78,6 %, в 1999 году — 71,9 %). Из 103 активных трудоспособных жителей работали 96 человек (51 мужчина и 45 женщин), 7 числились безработными (двое мужчин и 5 женщин). Среди 28 трудоспособных неактивных граждан 10 были учениками либо студентами, 12 — пенсионерами, а ещё 6 — были неактивны в силу других причин.

## Достопримечательности (фотогалерея)

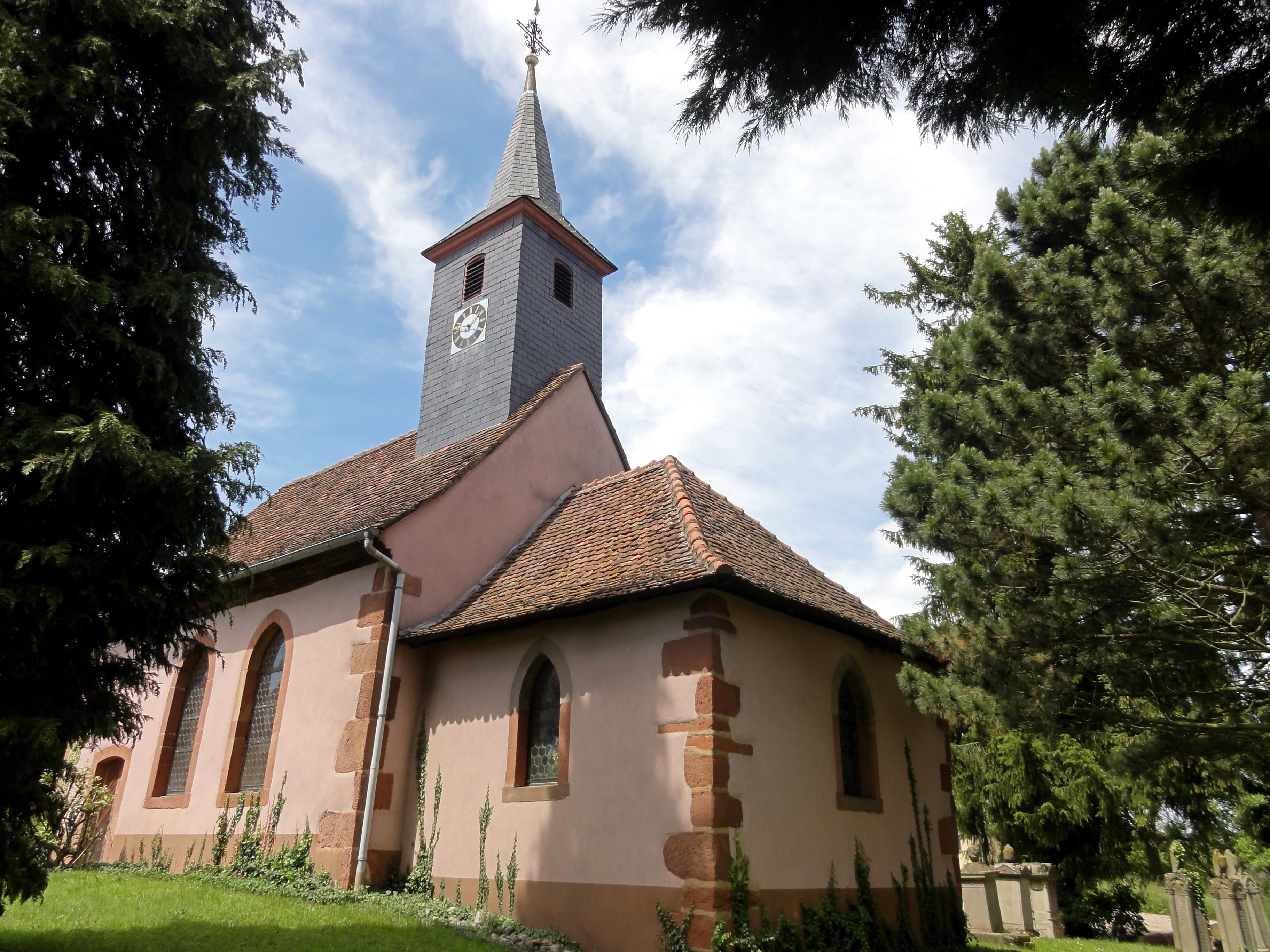
Протестантская церковь
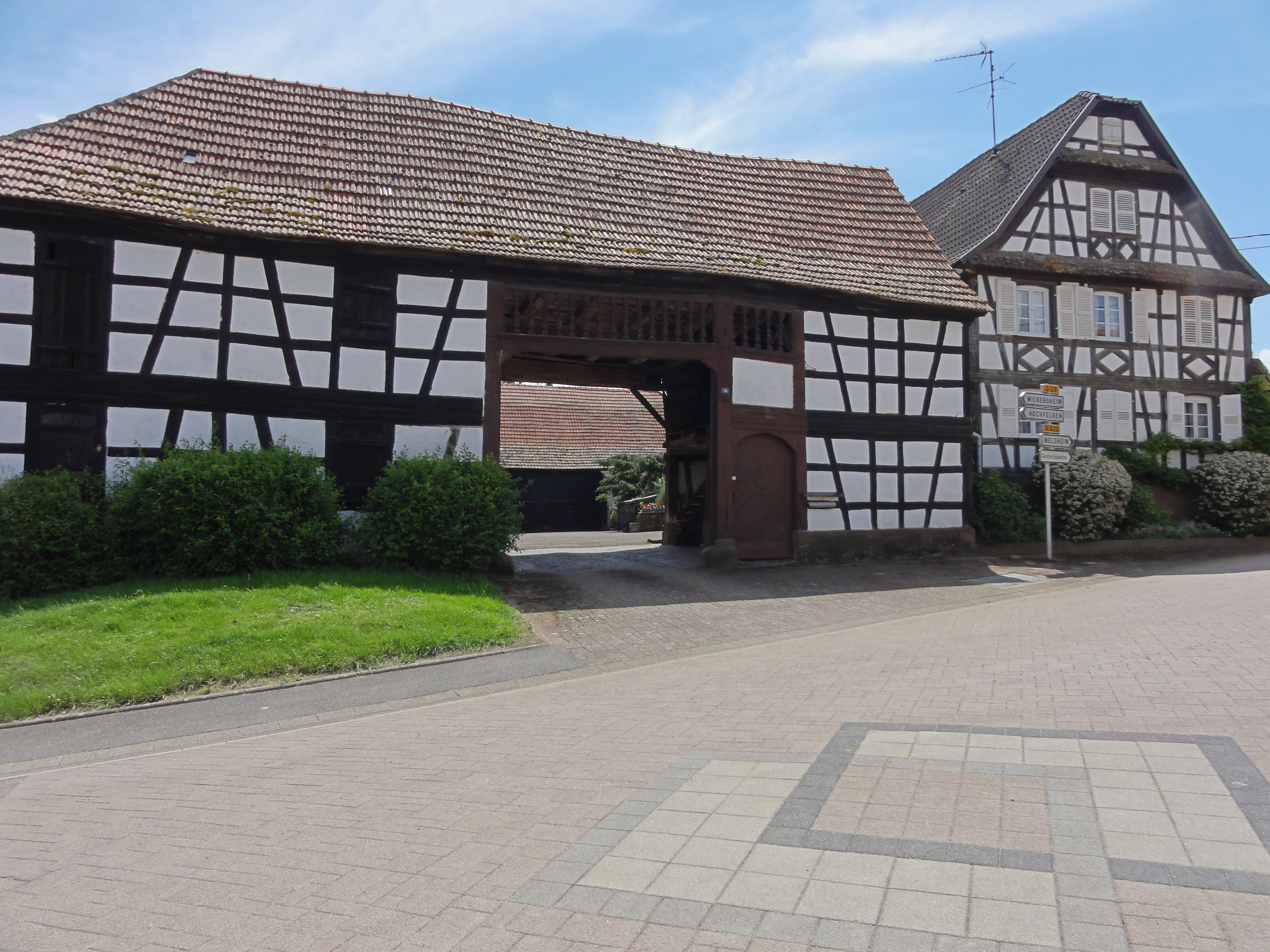
Старая ферма
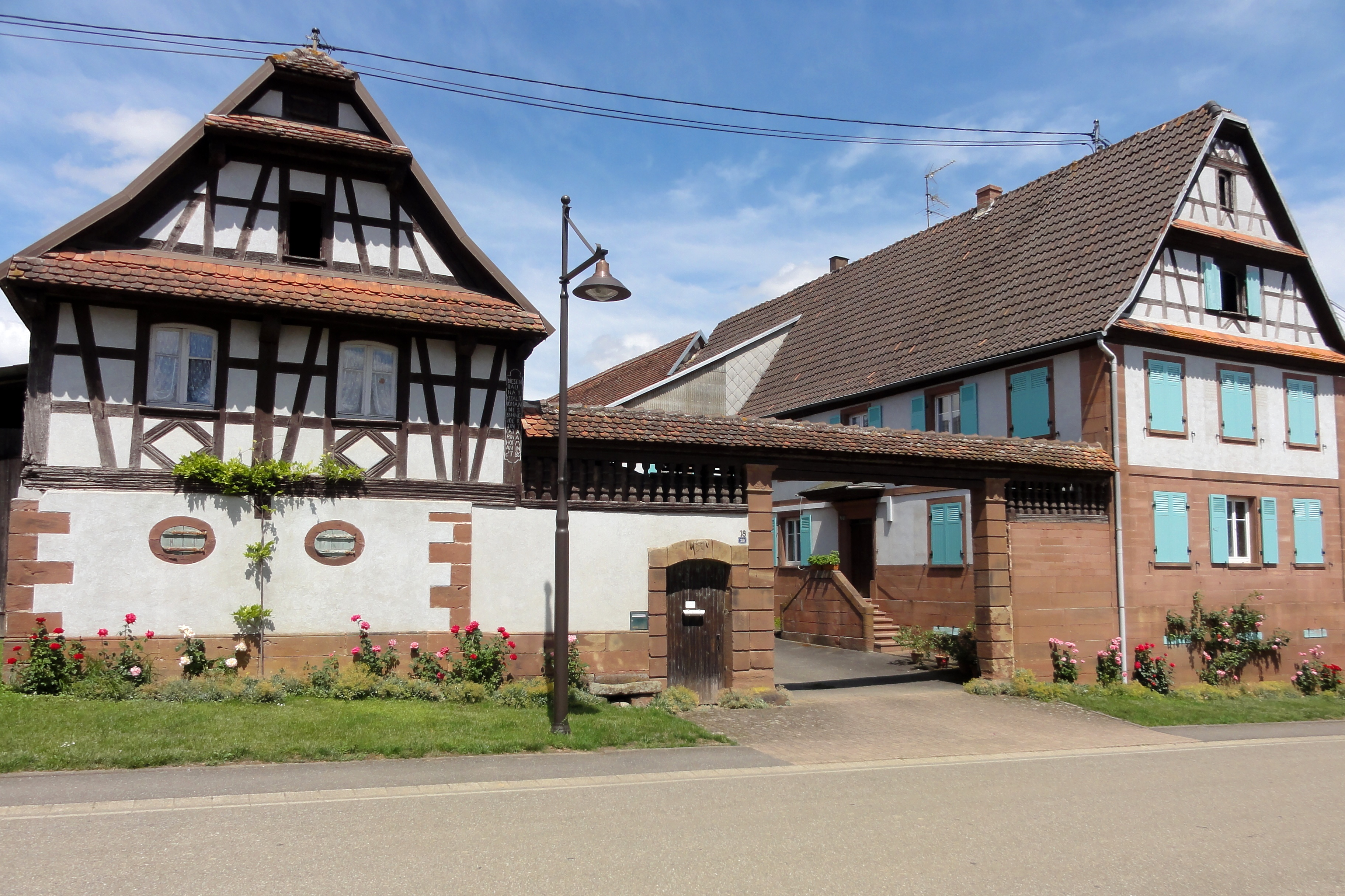
Старое здание